# Pontrieux
Pontrieux [pɔ̃tʁijø] est une commune du département des Côtes-d'Armor, dans la région Bretagne, en France.

## Géographie
La ville se trouve au fond de l'estuaire du Trieux. Elle est située pratiquement à mi-chemin entre Guingamp et la mer, sur un plateau mollement ondulé de 80 à 100 m d'altitude NGF.
| Ploëzal          |           | Quemper-Guézennec |
|                  | Pontrieux |                   |
| Plouëc-du-Trieux |           | Saint-Clet        |

### Hydrographie
Pour un article plus général, voir Réseau hydrographique des Côtes-d'Armor.
La commune est située dans le bassin Loire-Bretagne. Elle est drainée par le Trieux, le ruisseau de la Fontaine kergavel et l'Étang de Launay,,.
Le Trieux, d'une longueur de 72 km, prend sa source dans la commune de Kerpert et se jette  dans la Manche entre Lézardrieux et Ploubazlanec, après avoir traversé 21 communes.  Les caractéristiques hydrologiques du Trieux sont données par la station hydrologique située sur la commune de Saint-Clet. Le débit moyen mensuel est de 5,29 m3/s. Le débit moyen journalier maximum est de 81,8 m3/s, atteint lors de la crue du 28 février 2010. Le débit instantané maximal est quant à lui de 106 m3/s, atteint le même jour.

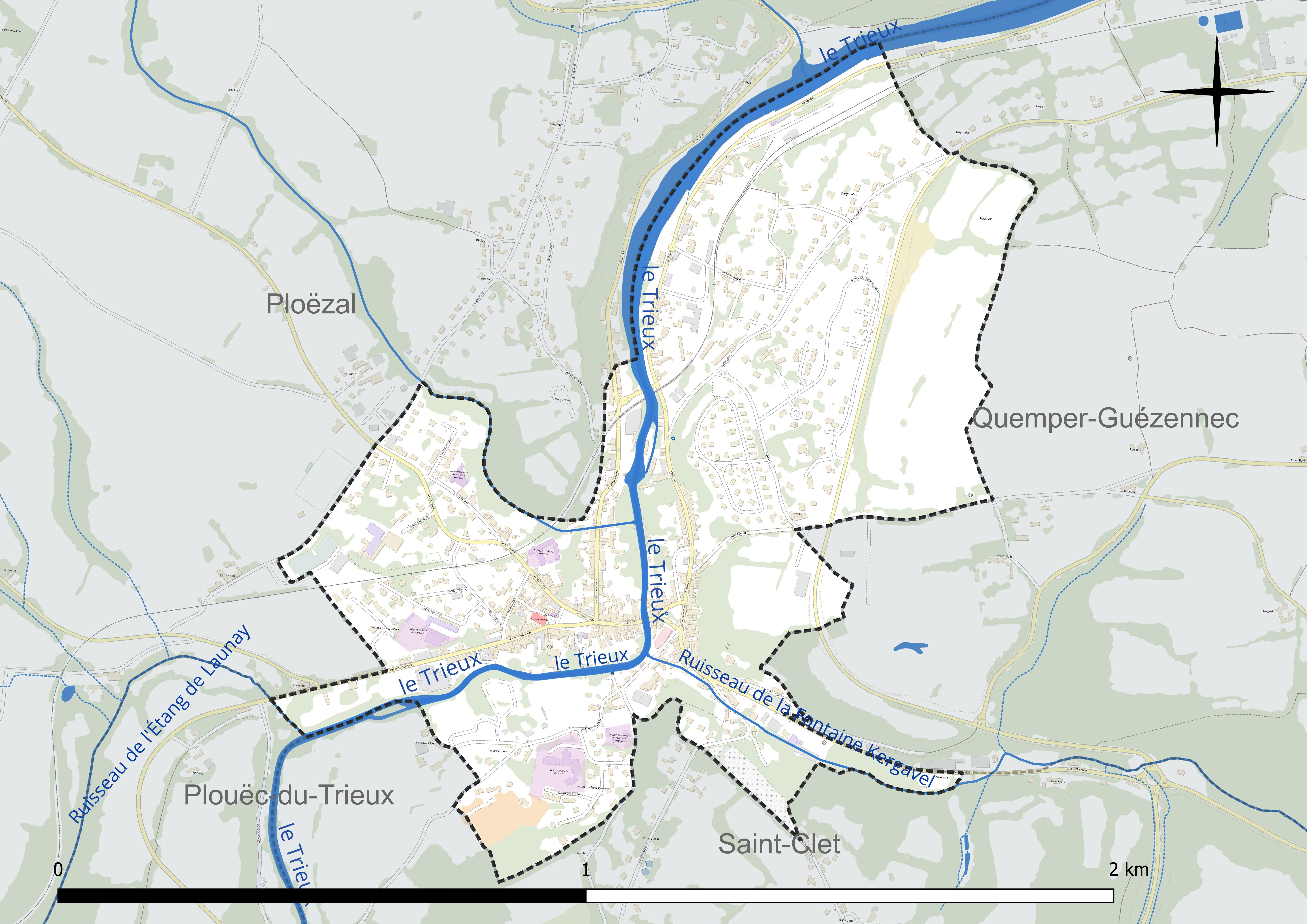
Réseau hydrographique de Pontrieux.

### Climat
Pour des articles plus généraux, voir Climat de la Bretagne et Climat des Côtes-d'Armor.
En 2010, le climat de la commune est de type climat océanique franc, selon une étude du Centre national de la recherche scientifique s'appuyant sur une série de données couvrant la période 1971-2000. En 2020, Météo-France publie une typologie des climats de la France métropolitaine dans laquelle la commune est exposée à un climat océanique et est dans la région climatique Finistère nord, caractérisée par une pluviométrie élevée, des températures douces en hiver (6 °C), fraîches en été et des vents forts. Parallèlement l'observatoire de l'environnement en Bretagne publie en 2020 un zonage climatique de la région Bretagne, s'appuyant sur des données de Météo-France de 2009. La commune est, selon ce zonage, dans la zone « Intérieur  », exposée à un climat médian, à dominante océanique.
Pour la période 1971-2000, la température annuelle moyenne est de 11,2 °C, avec  une amplitude thermique annuelle de 10,2 °C. Le cumul annuel moyen de précipitations est de 816 mm, avec 14,3 jours de précipitations en janvier et 7 jours en juillet. Pour la période 1991-2020, la température moyenne annuelle observée sur la station météorologique la plus proche, située sur la commune de Lanleff à 9 km à vol d'oiseau, est de 11,7 °C et le cumul annuel moyen de précipitations est de 845,9 mm,. Pour l'avenir, les paramètres climatiques de la commune estimés pour 2050 selon différents scénarios d'émission de gaz à effet de serre sont consultables sur un site dédié publié par Météo-France en novembre 2022.

## Urbanisme

### Typologie
Au 1er janvier 2024, Pontrieux est catégorisée bourg rural, selon la nouvelle grille communale de densité à 7 niveaux définie par l'Insee en 2022.
Elle est située hors unité urbaine et hors attraction des villes,. 
On peut cependant remarquer que malgré la désindustrialisation — qui a affecté Pontrieux comme la plupart des petites villes françaises — et la dépopulation qui s'est ensuivie, la bourgade conserve un caractère essentiellement urbain par son bâti et les activités de sa population.

### Occupation des sols
L'occupation des sols de la commune, telle qu'elle ressort de la base de données européenne d’occupation biophysique des sols Corine Land Cover (CLC), est marquée par l'importance des territoires artificialisés (78,5 % en 2018), en augmentation par rapport à 1990 (66,4 %). La répartition détaillée en 2018 est la suivante :
zones urbanisées (78,5 %), terres arables (16,5 %), zones agricoles hétérogènes (3,1 %), forêts (1,9 %). L'évolution de l’occupation des sols de la commune et de ses infrastructures peut être observée sur les différentes représentations cartographiques du territoire : la carte de Cassini (XVIIIe siècle), la carte d'état-major (1820-1866) et les cartes ou photos aériennes de l'IGN pour la période actuelle (1950 à aujourd'hui).

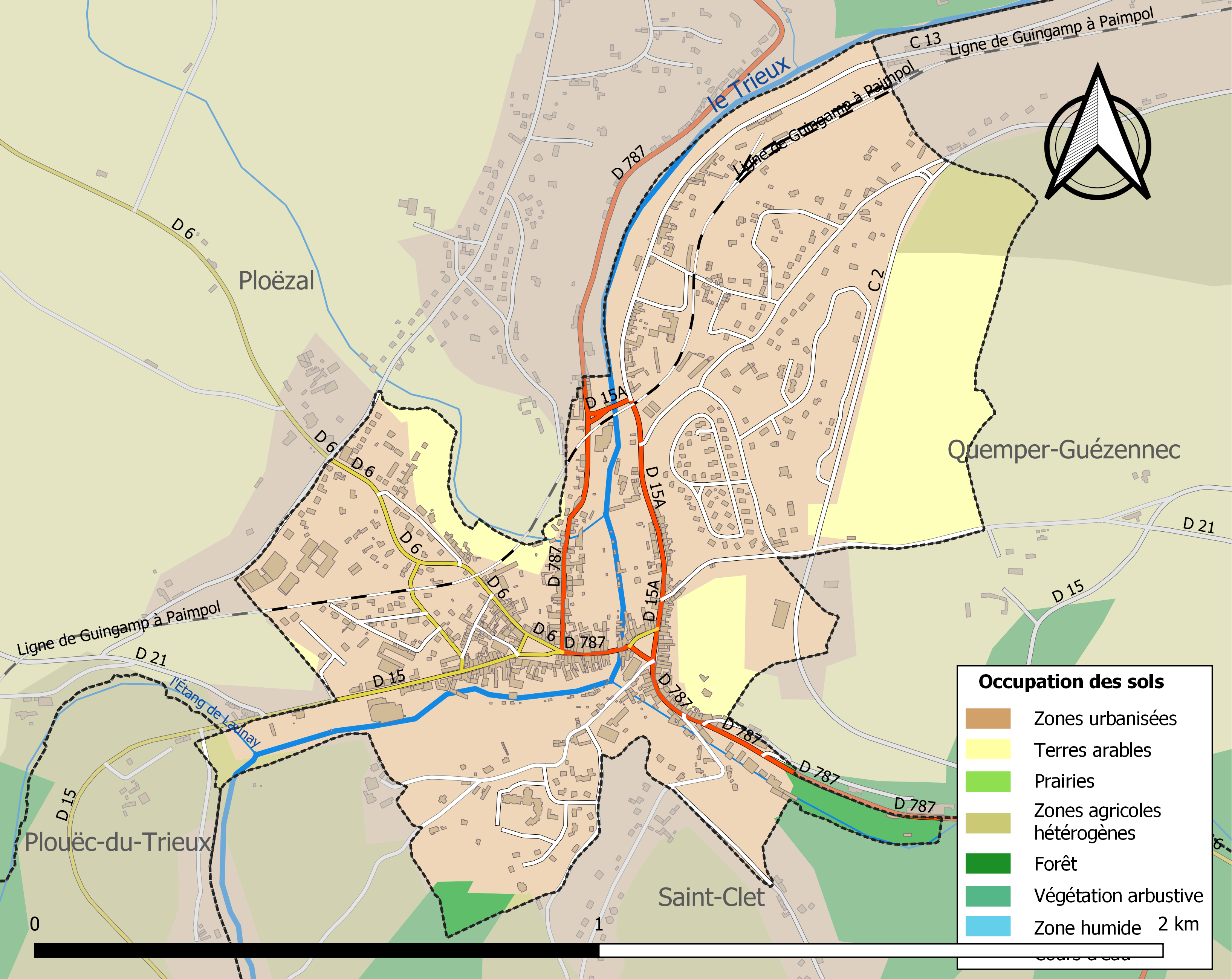
Carte des infrastructures et de l'occupation des sols de la commune en 2018 (CLC).

## Toponymie
Le nom de la localité est attesté sous les formes Pont Treu en 1306 et en 1308, Pontrieu en 1317 et en 1386, Pontreff en 1394, Pontreu en 1405 et en 1408.
Pontrev en breton.
Pontrieux tire son origine d'un pont placé sur le Trieux entre les paroisses de Ploëzal et de Quemper-Guézennec.

## Histoire

### Période moderne
Pontrieux fut, du XVe siècle au XIXe siècle, une ville commerciale active. Il s'y échangeait notamment des céréales, des toiles, de lin principalement, et des chevaux. Jusqu'au XIXe siècle, le pont Saint-Yves de Pontrieux était le seul, entre Guingamp et la mer, qui permettait de franchir le Trieux et de passer ainsi du Trégor sur la rive gauche, au Goëlo sur la rive droite. Pontrieux fut le port de Guingamp.
Depuis le dernier tiers du XIXe siècle jusqu'aux lendemains de la Seconde Guerre mondiale, une activité industrielle prospère donna à la bourgade portuaire un caractère de petite ville industrielle active.
Le séchage du lin était réalisé dans un séchoir implanté au coeur de la ville et son teillage était l'activité de l'usine Benech.
Le moulin du Richel, situé juste en amont du port, comportait deux roues actionnées par le Trieux dont l'une était utilisée pour le grain et l'autre, en fer, pour actionner une importante scierie.
Un abattoir a été construit au XIXe siècle près du port.
Enfin, la cartonnerie Huet fut le plus important employeur de la ville, occupant jusqu'à deux cents ouvriers entre les deux guerres. Elle acquit une certaine célébrité en imprimant les premiers tickets du métro de Paris.
Pontrieux fut chef-lieu de district de 1790 à 1800 et resta chef-lieu de canton jusqu'en 2014.

### XXesiècle

#### Les guerres
Le monument aux Morts porte les noms de 91 soldats morts pour la Patrie :
- 62 sont morts durant la Première Guerre mondiale.
- 25 sont morts durant la Seconde Guerre mondiale.
- 3 sont morts durant la Guerre d'Algérie.
- 1 est mort durant la Guerre d'Indochine.

## Politique et administration

### Rattachements administratifs et électoraux

#### Rattachements administratifs
La commune se trouve dans l'arrondissement de Guingamp du département des Côtes-d'Armor.
Elle était depuis 1793 le chef-lieu du canton de Pontrieux. Dans le cadre du redécoupage cantonal de 2014 en France, cette circonscription administrative territoriale a disparu, et le canton n'est plus qu'une circonscription électorale.

#### Rattachements électoraux
Pour les élections départementales, la commune fait partie depuis 2014 du canton de Bégard
Pour l'élection des députés, elle fait partie de la cinquième circonscription des Côtes-d'Armor.

### Intercommunalité
Pontrieux était membre de la communauté de communes dénommée Pontrieux Communauté, un établissement public de coopération intercommunale (EPCI) à fiscalité propre créé en 1992 et auquel la commune avait transféré un certain nombre de ses compétences, dans les conditions déterminées par le code général des collectivités territoriales.
Dans le cadre des dispositions de la loi portant nouvelle organisation territoriale de la République du 7 août 2015, qui prévoit que les établissements publics de coopération intercommunale (EPCI) à fiscalité propre doivent avoir un minimum de 15 000 habitants, cette intercommunalité a fusionné avec ses voisines pour former, le 1er janvier 2017, la communauté d'agglomération dénommée Guingamp-Paimpol Agglomération dont est désormais membre la commune.

### Liste des maires
| Période                                  | Période                       | Identité                    | Étiquette                                   | Qualité |
| ---------------------------------------- | ----------------------------- | --------------------------- | ------------------------------------------- | --- |
| Les données manquantes sont à compléter. |                               |                             |                                             | |
| 1816                                     | 1837                          | Charles Gaultier de Kermoal |                                             | Négociant, propriétaire Conseiller général de Pontrieux (1833 → 1836) |
| Les données manquantes sont à compléter. |                               |                             |                                             | |
| 1864                                     | 1868                          | Claude Le Gorrec            | Gauche puis Droite puis Majorité dynastique | Avocat, propriétaire Député des Côtes-du-Nord (1839 → 1851 et 1852 → 1868) Conseiller général de Pontrieux (1852 → 1868)                                                         |
|                                          |                               | Gabriel Le Gorrec           | Droite                                      | Ancien conseiller de préfecture Conseiller général de Pontrieux (1871 → 1898) |
| 1892                                     | 1916                          | Jean-Marie Cocard           | Républicain                                 | Négociant Conseiller général de Pontrieux (1898 → 1919) |
| 1916                                     | 1919                          | Auguste Duchemin            |                                             | Maire par intérim |
| août 1919                                | novembre 1919                 | Edmond Baudot               |                                             | Médecin, maire par intérim |
| novembre 1919                            | février 1938 (décès)          | Yves Le Trocquer            | AD                                          | Ingénieur Ministre des Travaux Publics (1920 → 1924) Député des Côtes-du-Nord (1919 → 1930) Sénateur des Côtes-du-Nord (1930-1938) Conseiller général de Pontrieux (1919 → 1938) |
| 1938                                     | 1944                          | Hervé Le Tacon              | Gaulliste                                   | Commerçant |
| 1944                                     | octobre 1947                  | Edmond Baudot               |                                             | Médecin |
| octobre 1947                             | mars 1971                     | Hervé Le Tacon              | Gaulliste                                   | Commerçant, maire honoraire (1973) Conseiller général de Pontrieux (1949 → 1973) Président du SIVOM de la Rive (1965 → 1977) Officier de la Légion d'honneur (1973)              |
| mars 1971                                | mars 1983                     | Albert Weber                | DVG                                         | Dentiste Président du SIVOM de la Rive (1977 → ?) |
| mars 1983                                | mars 2014                     | Yves Le Mouër               | UDF-PR puis DL puis UMP                     | Agent général d'assurances à la retraite Conseiller général de Pontrieux (1992 → 2004) Vice-président de la CC du Trieux Président de Pontrieux Communauté (2001 → 2014)         |
| mars 2014,                               | En cours (au 19 janvier 2021) | Samuel Le Gaouyat           | DVG                                         | Professeur d'éducation physique Vice-président de Pontrieux Communauté (2014 → 2016) Vice-président de Guingamp-Paimpol Agglomération (2017 → ) Réélu pour le mandat 2020-2026,  |

## Population et société

### Démographie
L'évolution du nombre d'habitants est connue à travers les recensements de la population effectués dans la commune depuis 1793. Pour les communes de moins de 10 000 habitants, une enquête de recensement portant sur toute la population est réalisée tous les cinq ans, les populations de référence des années intermédiaires étant quant à elles estimées par interpolation ou extrapolation. Pour la commune, le premier recensement exhaustif entrant dans le cadre du nouveau dispositif a été réalisé en 2005.

En 2022, la commune comptait 1 004 habitants, en évolution de −3,09 % par rapport à 2016 (Côtes-d'Armor : +1,78 %, France hors Mayotte : +2,11 %).
| 1793  | 1800  | 1806  | 1821  | 1831  | 1836  | 1841  | 1846  | 1851  |
| ----- | ----- | ----- | ----- | ----- | ----- | ----- | ----- | ----- |
| 1 304 | 1 276 | 1 372 | 1 586 | 1 647 | 1 794 | 1 750 | 1 948 | 2 004 |

| 1856  | 1861  | 1866  | 1872  | 1876  | 1881  | 1886  | 1891  | 1896  |
| ----- | ----- | ----- | ----- | ----- | ----- | ----- | ----- | ----- |
| 2 190 | 2 258 | 2 300 | 2 183 | 2 192 | 2 243 | 2 236 | 2 023 | 1 990 |

| 1901  | 1906  | 1911  | 1921  | 1926  | 1931  | 1936  | 1946  | 1954  |
| ----- | ----- | ----- | ----- | ----- | ----- | ----- | ----- | ----- |
| 2 006 | 1 947 | 1 792 | 1 832 | 1 741 | 1 740 | 1 646 | 1 744 | 1 704 |

| 1962  | 1968  | 1975  | 1982  | 1990  | 1999  | 2005  | 2006  | 2010  |
| ----- | ----- | ----- | ----- | ----- | ----- | ----- | ----- | ----- |
| 1 543 | 1 411 | 1 359 | 1 146 | 1 050 | 1 121 | 1 076 | 1 080 | 1 024 |

| 2015  | 2020  | 2022  | - | - | - | - | - | - |
| ----- | ----- | ----- | - | - | - | - | - | - |
| 1 022 | 1 000 | 1 004 | - | - | - | - | - | - |

### Manifestations culturelles et festivités
- Tous les lundis matin : Marché

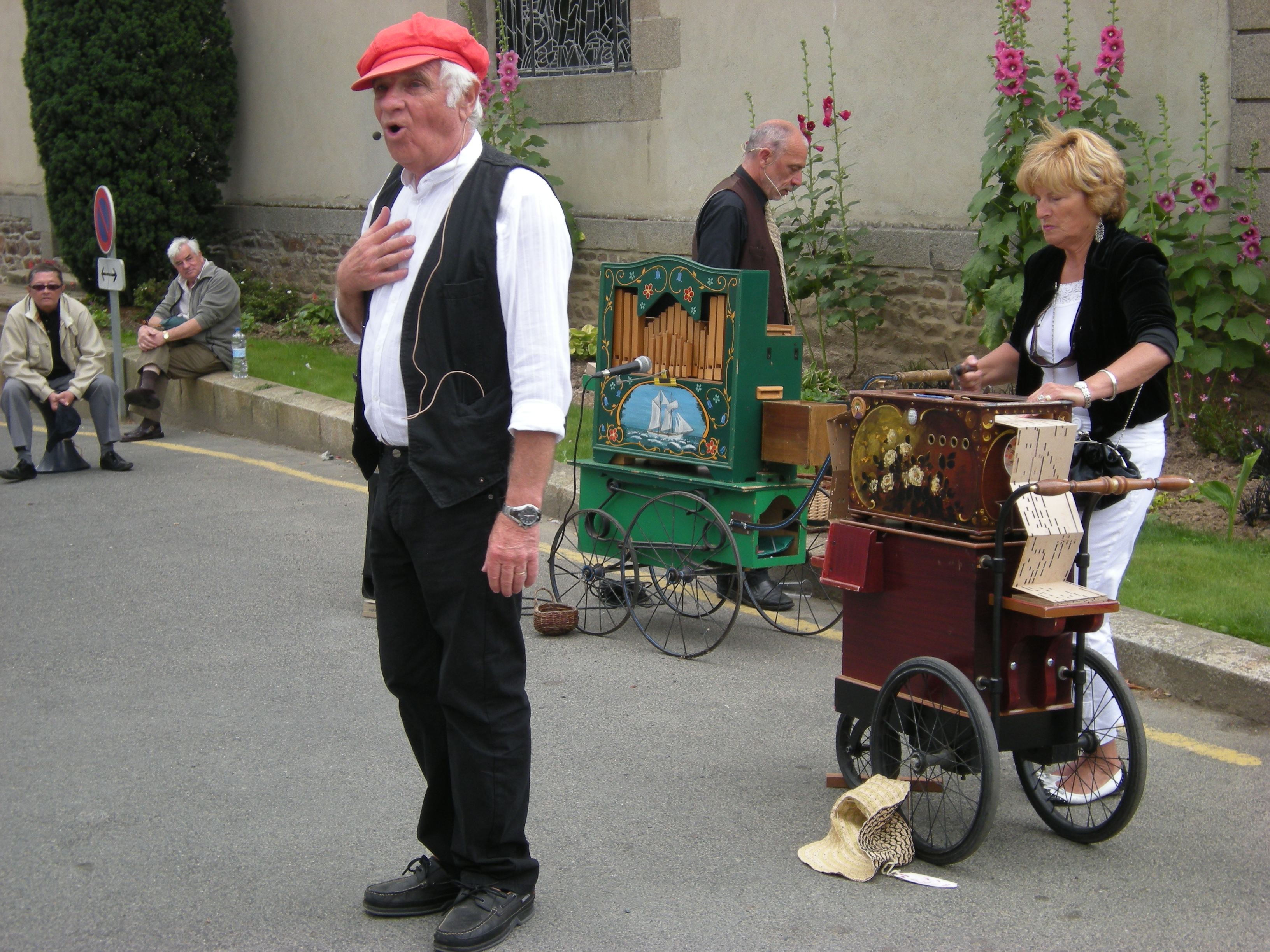
Festival de musique mécanique 2009

- Tous les vendredis durant l'été : « Vendredi de l'été »
- 24 avril :  Red Day, fête communale en l'honneur des personnalités de la commune
- Troisième samedi de juillet : « Pardon Notre dame des Fontaines »
- Dernier samedi de juillet : Couleur de Bretagne
- Dernier samedi soir de juillet : Fest-Noz
- Premier lundi du mois d'août (de 10 h à 23 h) : « Marché d'antan »
- 15 août : Fête des lavoirs,
- Tous les 2 ans (années impaires), mi-juillet : Festival de musique mécanique

## Économie
Sur le territoire communal se situe le port départemental, administré par la Chambre de commerce et d'industrie des Côtes-d'Armor. Il est situé à 800 mètres en aval du bourg. Lors des marées, la mer remonte la ria sur 18 kilomètres environ et des navires de tonnage assez important peuvent s'engager dans la rivière et passer l'écluse, construite en 1903, qui donne accès au port toujours en eau.
L'activité commerciale du port ne consiste aujourd'hui plus qu'en la réception de sabliers qui déchargent chaque année environ 115 000 tonnes de sables et maërl. Les navires appartiennent à la Compagnie armoricaine de navigation, filiale de la Secma, spécialisée dans la fabrication d'amendements pour l'agriculture.
L'activité du port est à présent surtout tournée vers la plaisance. Ses installations sont prisées des anglo-saxons, particulièrement ceux des îles Anglo-Normandes, Jersey et Guernesey. Ils représentent plus de la moitié des quelque 700 bateaux qui ont accosté au port en 2005.

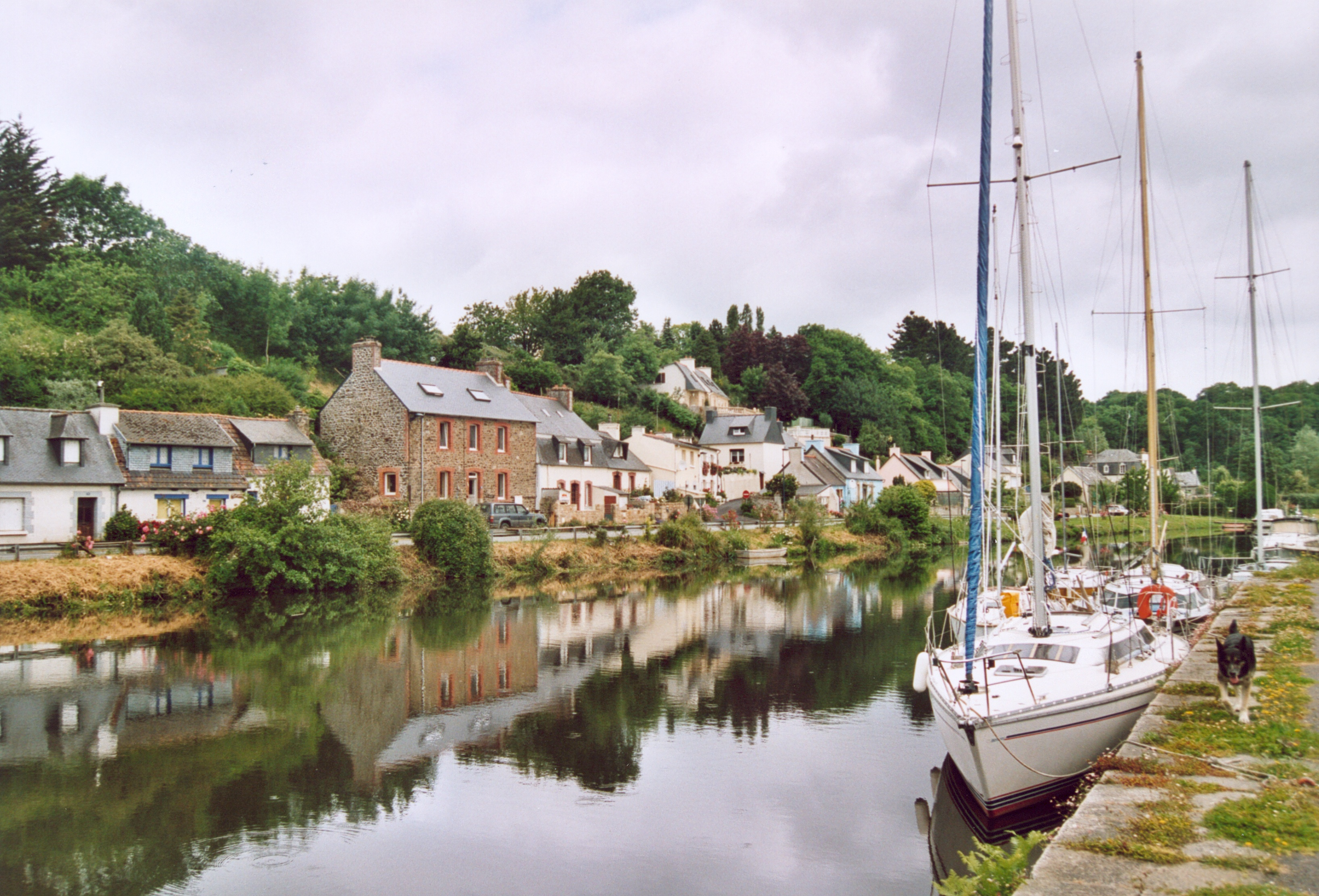
Le port

## Culture locale et patrimoine

### Lieux et monuments
Pontrieux est classée Petite cité de caractère et fait partie du cercle des Villes et villages Fleuris avec ses Quatre fleurs[Quand ?].
- Promenade des petits lavoirs : de nombreux lavoirs (XVIIIe et XIXe) bordent le Trieux. Ces lavoirs, construits au fond des jardins des maisons bourgeoises tout le long du fleuve le Trieux, étaient à l'abandon. L'association "nos lavoirs", créée dans les années 90, fait revivre ce patrimoine historique et organise le 15 août une fête annuelle, "la Fête des lavoirs", gratuite et qui attire des milliers de personnes. En concertation avec la municipalité, l'association a aidé les propriétaires de ces lavoirs à obtenir des subventions pour les remettre en état. La "fête des lavoirs" permet également de découvrir les lavandières et le travail pénible de lavage du linge, des démonstrations ont lieu pendant cette journée. 
À ce jour, pas moins de 50 lavoirs ont été remis à neuf. Des promenades en barques sont organisées pendant toute la saison (de mai à septembre) qui permettent de les découvrir de jour comme de nuit. Un "parcours-lumière" magnifique permet de les admirer lors de promenades nocturnes, toujours à partir des barques.
Ces promenades en barques sont commentées par les pilotes. Ceux-ci sont pour une partie des étudiants embauchés par la mairie et pour l'autre partie des bénévoles de l'association "nos lavoirs".
Le [www.association-nos-lavoirs.fr site internet de l'association] a été créé au mois d'août 2010.
- Moulin du Richel (XVIIIe-XIXe)
- Maison de la Tour Eiffel ou du Roscoat (XVe/XVIe): maison à pans de bois qui abrite maintenant l'Office du tourisme, inscrite partiellement au titre des monuments historiques par arrêté du 24 mars 1926[32].
- Maison à balcon, près du Trieux, inscrite partiellement au titre des monuments historiques par arrêté du 14 avril 1965[33].
- L'hôtel de Keruzec du XVIIIe, place Yves Le Trocquer avec sa tour blanche. Fondé par Pierre François de Kéruzec de Runambert, Il appartint autrefois à la famille d'Acigné, et fut le siège de perception de leurs droits seigneuriaux sur le commerce portuaire, les moulins et les foires.
- Hautes maisons à colombages ou pierre de taille (XVIe, XVIIe et XVIIIe)
- La maison de Kerzellec du XVIIe (construction avec étage en avancée et poutrage en bois), place Yves Le Trocquer derrière la fontaine. À l'origine, propriété de M de Kerzellec, gouverneur de Guingamp et justicier des foires aux chevaux.
- Église Notre-Dame-des-Fontaines, néo-classique (1842), son orgue classé de 1878, un tableau Le Repentir de Saint Pierre de Jean Michel Prosper Guérin (Offert pas Napoléon III), une "Piéta" du XVIIIe, une statue de Saint Yves en bois polychrome et une Vierge à l'Enfant du XVIIIe) Notre-Dame-des-Fontaines portée en procession lors du pardon fin juillet. En raison de la fragilité de la charpente et de la présence de mérule, elle est fermée au public. La Mission Patrimoine 2021 (Loto du patrimoine) de Stéphane Bern va contribuer à sa restauration.
- Fontaine de granite du XVIIIe appelée en breton La Plomen.
- L'Hôtel de ville du XIXe, place de la liberté.
- Cartonnerie, route de Plouëc a fonctionné de 1886 à 1973. Elle Confectionnait les tickets du métro parisien.
- Statue en granite de Yves Le Trocquer (ministre des Transports de 1920 à 1924) sur la Place de l'église.
- Viaduc du chemin de fer (1894) de la ligne de Guingamp à Paimpol.

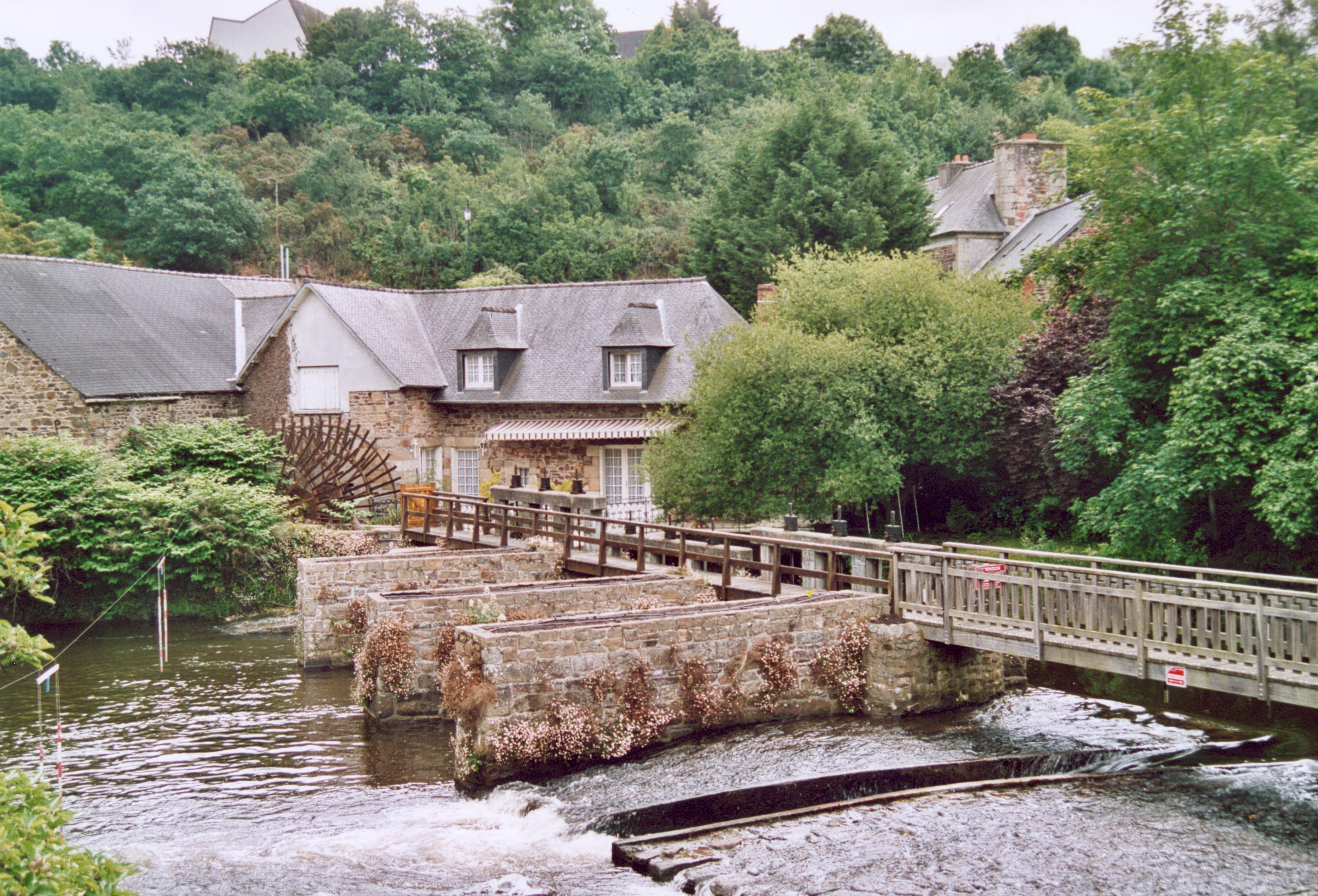
Moulin du Richel.
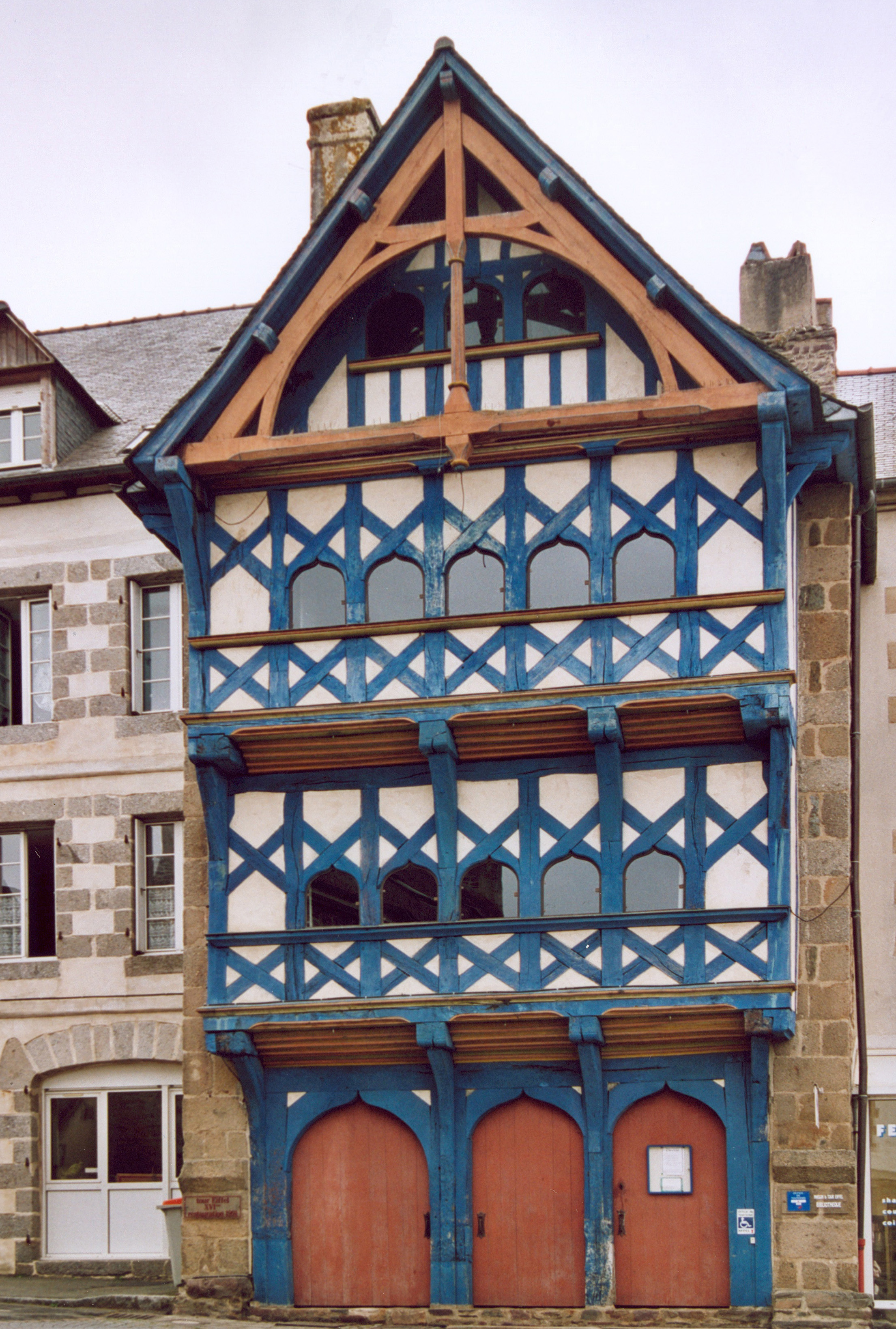
Maison de la Tour Eiffel.
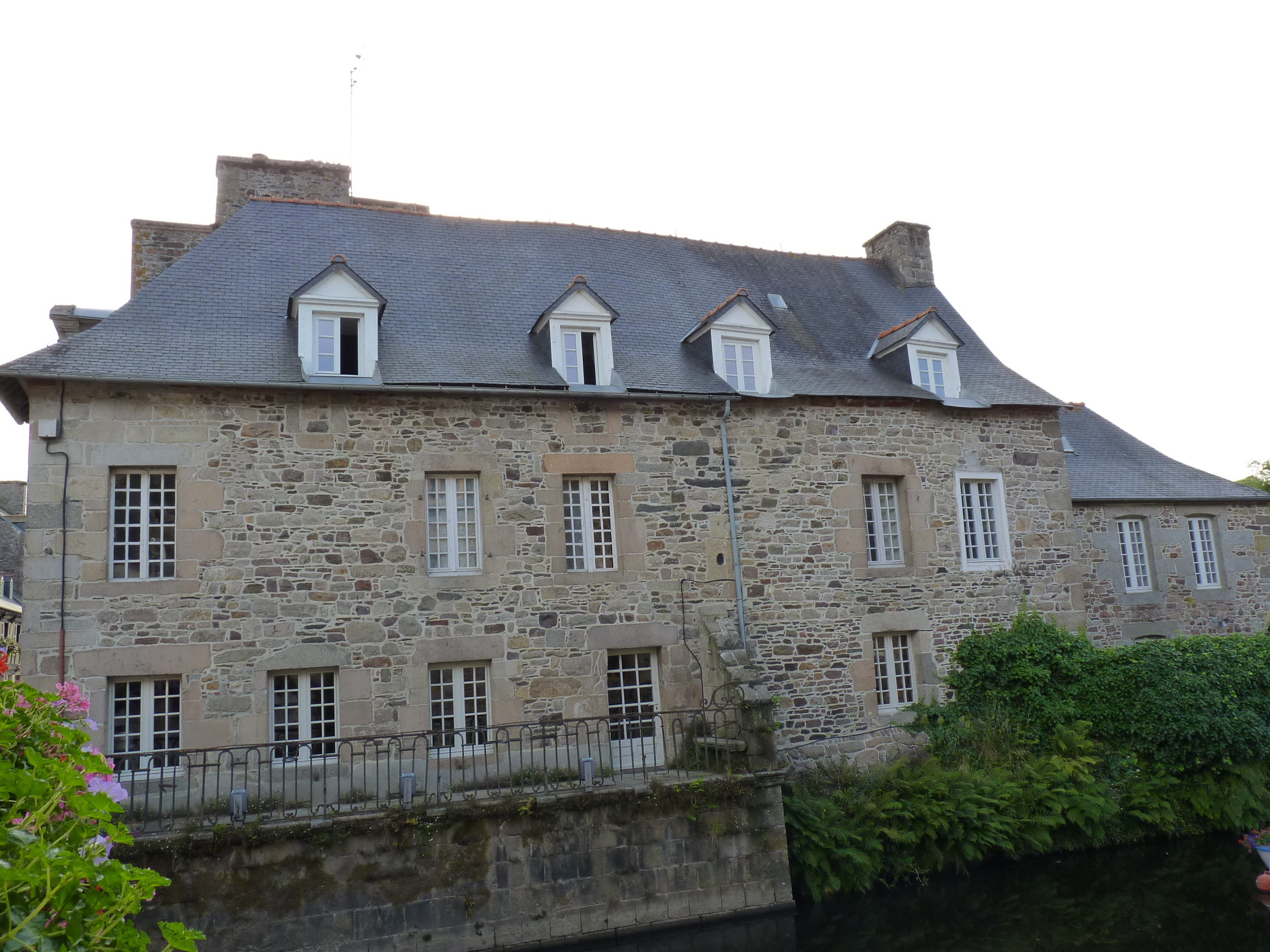
Maison à balcon, près du Trieux.
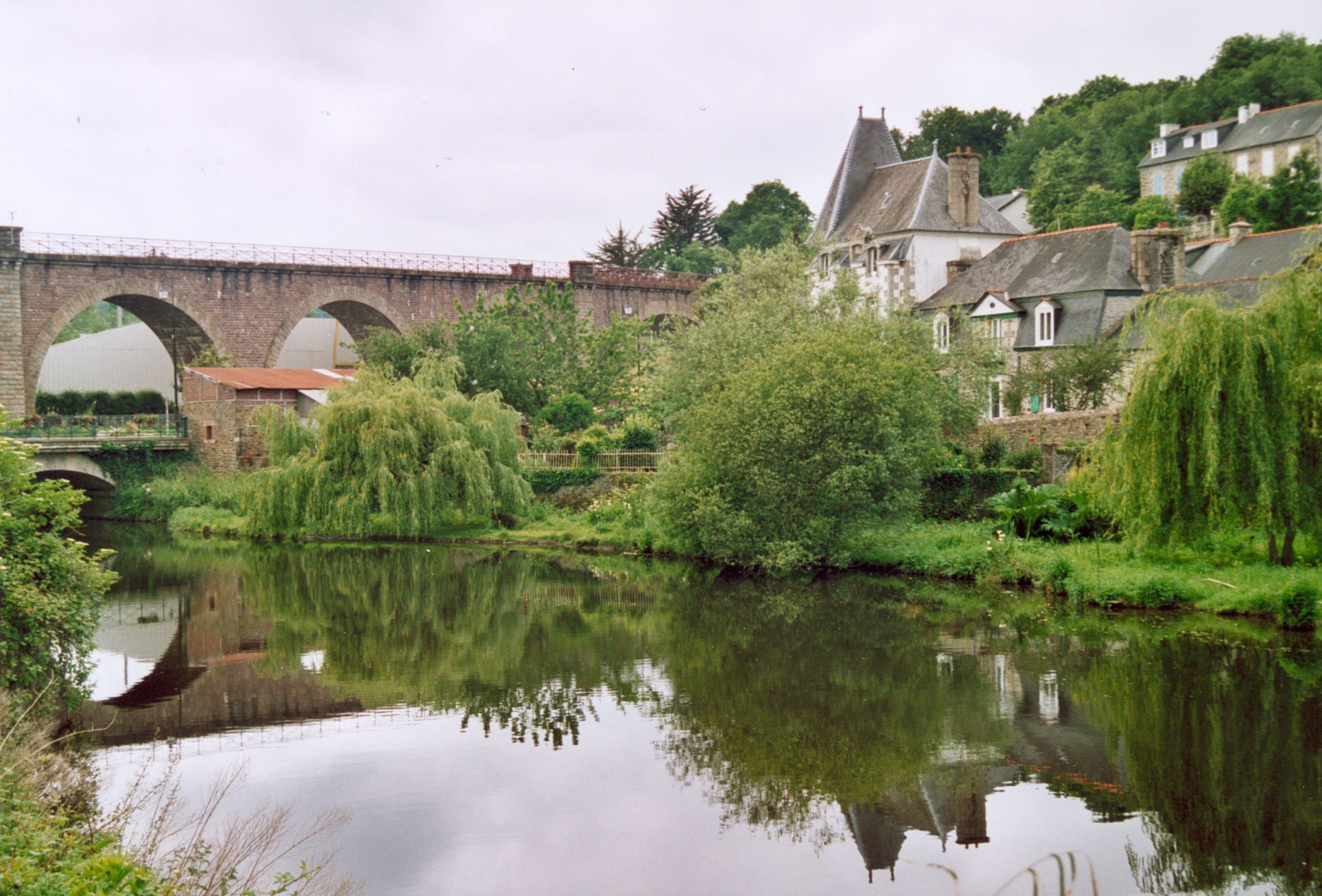
Viaduc du chemin de fer.
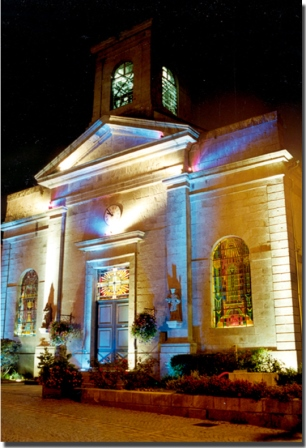
L'église Notre-Dame-des-Fontaines.

### Personnalités liées à la commune
- René Claude Gaultier, homme politique né le 16 janvier 1752 à Pontrieux (Bretagne) et décédé le 1er mars 1799 au même lieu.
- Yves Le Trocquer, homme politique de la IIIe République, radical de gauche, ministre, maire de Pontrieux. Il possède sa statue sur la place qui porte son nom, à proximité de la maison de la Tour Eiffel et de l'église.
- Eugène Boudin s'est inspiré des paysages de Pontrieux.
- Joseph Marie Le Bouédec, né à Pontrieux en 1829 et mort à Plounévez-Moëdec en 1899, général français. Héros de la guerre de Crimée, de la campagne d'Italie et du siège de Sébastopol. Commandant du camp de Conlie.
- Pierre-Marie Le Provost de Launay, homme politique, maire de Pontrieux.
- Pierre Cavellat, né à Pontrieux en 1901 et mort en 1995 à Carantec, magistrat, artiste peintre et céramiste français.
- Maodez Glanndour, dit également Loeiz ar Floc'h, Louis Augustin Le Floc'h à l'état-civil (né en 1909 à Pontrieux et mort en 1986 à Louannec), prêtre catholique et écrivain de langue bretonne.

### Héraldique
| Blason de Pontrieux | Blason  | De gueules à la croix engrêlée d'or.             |
| Blason de Pontrieux | Détails | Le statut officiel du blason reste à déterminer. |